# Lokaal in de Kamer
Lokaal in de Kamer is een politieke partij die meedeed aan de Tweede Kamerverkiezingen 2017. Het is een samenwerkingsverband van lokale en provinciale partijen en zegt op te komen voor lokale belangen. De partij haalde niet genoeg stemmen voor een zetel, namelijk 6.858 (0,07 procent van het totaal). 
In 2012 deed ook al de partij Nederland Lokaal mee, die een samenwerkingsverband van lokale partijen was. Ook deze partij kwam stemmen tekort voor een zetel.